# 一代名伎李師師
《一代名伎李师师》，又名《李师师传奇》，是1991年由中视出品，张瑜、周绍栋主演的40集电视连续剧。

## 演员
- 张瑜 饰 李师师
- 周绍栋 饰 宋徽宗